# 263e régiment d'infanterie
Le 263e régiment d'infanterie (263e RI) est un régiment d'infanterie de l'Armée de terre française constitué en 1914 avec les bataillons de réserve du 63e régiment d'infanterie.
À la mobilisation, chaque régiment d'active créé un régiment de réserve dont le numéro est le sien plus 200.

## Création et différentes dénominations
- août 1914 : 263e Régiment d'Infanterie
- 13 juin 1916 : Dissolution (Verdun)

## Chefs de corps
- 6 - 20 août 1914 : Lieutenant-colonel Frié
- 20 - 28 août 1914 : Lieutenant-colonel Paraire en provenance de l'infanterie coloniale porté disparu lors du combat de Sailly-Saillisel le 28 août 1914, dans un premier temps. Grièvement blessé et fait prisonnier il sera interné en Suisse puis rapatrié en France en tant que grand blessé.
- 28 août - 8 septembre 1914 : Chef de bataillon Brinboeuf-Dulary (par intérim)
- 9 - 16 septembre 1914 : Lieutenant-colonel Jacques Hist[1] Tué à l'ennemi au combat de Puisieux le 16 septembre 1914.

## Historique des garnisons, combats et batailles

### Première Guerre mondiale

#### Composition
- casernement : Limoges
- État major du régiment
- 5e bataillon
  - 17e compagnie
  - 18e compagnie
  - 19e compagnie
  - 20e compagnie
- 6e bataillon
  - 21e compagnie
  - 22e compagnie
  - 23e compagnie
  - 24e compagnie

- Effectif :
  - Au 6 août 1914 : 36 officiers, 2 245 sous-officiers et soldats, 127 chevaux, 29 voitures.
  - Au 16 août 1914 : 36 officiers, 143 sous-officiers, 2 074 soldats, 135 chevaux, 29 voitures.

#### Affectation
123e Brigade d'Infanterie, 62e Division d'Infanterie d'août 1914 au 13 juin 1916.

#### 1914
- 6 août : le régiment quitte sa garnison de Limoges.
- 7 août : arrivé en gare de Paris-Ivry, le régiment est immédiatement dirigé sur Louvres sous une pluie battante. Il entre en relation avec le 278e RI qui cantonne à Goussainville et Vaudherland.
- 24 août : le régiment reçoit l'ordre d'embarquer à la gare de Louvres pour une destination inconnue.
- 25 août : le régiment débarque à Arras. Le 5e bataillon occupe Tilloy-lès-Mofflaines et le 6e Beaurains, les villages étant mis en état de défense.
- 26 août : le régiment quitte ses positions afin d'établir une tête de pont en avant de Douai, à Lambres-lez-Douai, avant de prendre position dans la soirée sur Lécluse situé plus au Sud.

- Grande Retraite
- 27 août : Au petit matin le régiment marche sur Bullecourt, Écoust-Saint-Mein, Vaulx-Vraucourt et Beugny où il est canonné par l'artillerie allemande placée à l'Ouest de Lebucquière. Le 263e reçoit l'ordre de gagner la voie ferrée Lebucquière-Haplincourt et occupe ce dernier village.
- 28 août : Ordre est donné de marcher sur Péronne où le régiment progresse par Haplincourt-Barastre-Rocquigny-Sailly-Saillisel dans un brouillard intense. À Sailly-Saillisel le régiment est accueilli, toujours dans le brouillard, par un feu de tirailleurs et d'automitrailleuses. La surprise est totale, le régiment, sans aucun appui, subit des pertes considérables, ne pouvant répliquer par son feu à un ennemi, invisible, établi dans des tranchées et bien abrité qui est d'autre part soutenu par son artillerie et des mitrailleuses. Les éléments avant du 263e reculent alors dans Rocquigny qui est immédiatement bombardé par des obus incendiaires et le village est capturé, ainsi que le poste de secours avec les blessés et tout le personnel médical. Les débris du régiment font retraite sur Barastre, où il forme une ligne de défense qui est annihilée par l'artillerie ennemie. Le régiment continue de battre en retraite sur Guémappe et reçoit l'ordre de se regrouper à Arras. Durant ce combat, le sacrifice des hommes du 263e permet aux autres troupes de se replier sans engager l'ennemi largement supérieur en nombre et en armement. Durant ce combat le drapeau du régiment disparait dans la tourmente. On apprendra plus tard que le drapeau fut remis par le sous-lieutenant porte-drapeau Bonnefont à la famille Lefebvre de Mesnil-en-Arrouaise, avant d'être fait prisonnier. Cette famille sera par la suite évacuée, puis réfugiée à Yvignac-la-Tour dans les Côtes-d'Armor, le village étant sur la ligne de front. Le drapeau du régiment sera retrouvé en juin 1919. La famille Lefebvre avait caché le drapeau dans une boite enterrée dans la cour de la ferme qui était totalement bouleversée par les combats et bombardement.
Durant le combat de Sailly-Saillisel le lieutenant-colonel Paraire, commandant du régiment, sera dans un premier temps, porté disparu. Grièvement blessé et fait prisonnier il sera interné en Suisse puis rapatrié en France en France en tant que grand blessé.
- 29 août : au petit matin le 263e quitte Arras et arrive en soirée à Avesnes-le-Comte
- 30 août : marche sur Rebreuviette en tant qu'arrière garde de la division.
- 31 août : départ de Rebreuviette pour Rebreuve-sur-Canche, où le régiment reçoit l'ordre d'embarquer à Frévent pour le camp retranché de Paris afin d'être réorganisé. Les pertes sont terribles : 16 officiers (44 %) et 1 200 sous-officiers et soldats (54 %) sont tués, blessés ou disparus. D'autre part tout le personnel médical et les blessés de l’hôpital ont été faits prisonniers.
- 1er septembre : le régiment embarque à Frévent, traverse Abbeville, Eu, Abancourt, Pontoise et débarque à Valmondois d’où il est dirigé sur Hérouville. Par suite des pertes éprouvées le Régiment, qui ne forme plus qu'un bataillon à 4 compagnies, reçoit l'ordre de former avec le 338e, un Régiment de Marche à 2 bataillons.
- 3 septembre : le régiment quitte Hérouville et passant par Ennery et Osny, il reçoit l'ordre de mettre en état de défense le village de Ménandon[2] et les hauteurs qui dominent la Viosne.
- 4 septembre : le régiment quitte Ménandon pour Ennery où il reçoit le renfort de 2 officiers et 200 hommes portant son effectif à 1 050 hommes. La 23e compagnie est envoyée en avant-poste à Courdimanche.
- 6 septembre : Départ d'Ennery pour Sartrouville par Maisons-Laffitte
- 7 septembre : départ de Sartrouville pour Clichy
- 8 septembre : départ de Clichy pour Villeroy ou il prend son cantonnement

- Bataille de l'Ourcq (Bataille de la Marne)
- 9 septembre : le régiment occupe et organise défensivement Le Plessis-Belleville et repousse une attaque ennemie provenant de Silly-le-Long et de Nanteuil-le-Haudouin
- 11 septembre : le régiment, avec l'ensemble de la 62e Division d'Infanterie, se lance à la poursuite des troupes allemandes et cantonne le soir à Crépy-en-Valois.
- 12 septembre : la poursuite continue par Mortefontaine, Hautefontaine jusqu'à l'Aisne où un combat d'artillerie a lieu.
- 13 septembre : nouveau combat d'artillerie entre les 2 rives de l'Aisne. L'ensemble de la Division d'Infanterie, traverse l'Aisne à Jaulzy, sur un pont de bateau et cantonne à Bitry.
- 14 septembre : la poursuite continue. La division a pour objectif Porquéricourt en passant par Touvent, Pont-l'Évêque et Noyon. En fin de journée Touvent est atteint malgré de violents tirs d'artillerie et une résistance opiniâtre des fantassins ennemis.
- 15 septembre : la brigade étant placée en réserve, le régiment quitte Touvent qui est en flamme pour Puisieux afin d'occuper la crête qui domine le village.
- 16 septembre : à Puisieux[Où ?], le régiment est accueilli par un violent feu d'artillerie, et malgré ses pertes attaque, appuyé par les 307e et 338e RI, la position de Tiolet. Le colonel Hist[1] qui s'est engagé imprudemment est tué et devant le feu violent des mitrailleuses ennemies le régiment stoppé se maintient sur ses positions en construisant des tranchées.
- 17 septembre : sous un violent feu ennemi, le régiment se fortifie défensivement dans des tranchées.
- 18 septembre : une attaque allemande est stoppée.
- 19 septembre : le 263e est remplacé par le 264e RI, qui est alors chargé de construire des tranchées à Moranval, Ecafaux et Quennevières.

#### 1916
- 16 juin : dissolution du régiment.

## Drapeau
Les noms des batailles s'inscrivent en lettres d'or sur le drapeau.
- L'Ourcq 1914
- Picardie 1914

Décorations décernées au régiment